# 雷根氏毛鼻鯰
雷根氏毛鼻鯰，為輻鰭魚綱鯰形目毛鼻鯰科的其中一種。分布於南美洲哥倫比亞聖胡安河流域，體長可達5.5公分。

## 扩展阅读
維基物種上的相關：雷根氏毛鼻鯰